# گرنوت روا
گرنوت روا (آلمانی: Gernot Rohr؛ زادهٔ ۲۸ ژوئن ۱۹۵۳) بازیکن سابق و مربی فوتبال اهل آلمان است.
از باشگاه‌هایی که در آن بازی کرده‌است می‌توان به باشگاه فوتبال بایرن مونیخ، باشگاه فوتبال کیکرز اوفنباخ و باشگاه فوتبال بوردو اشاره کرد.